# Muhammad al-Idrisi

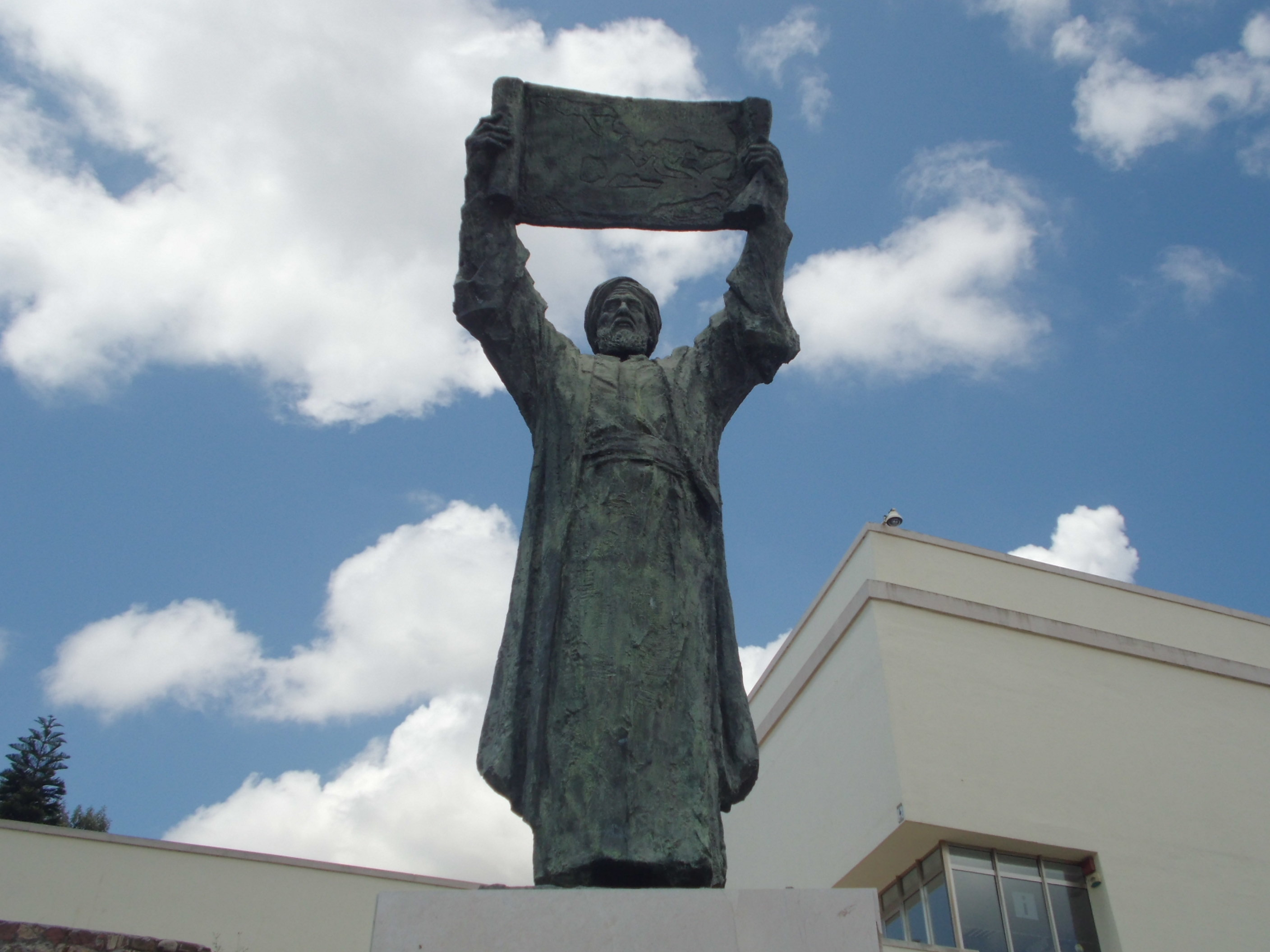

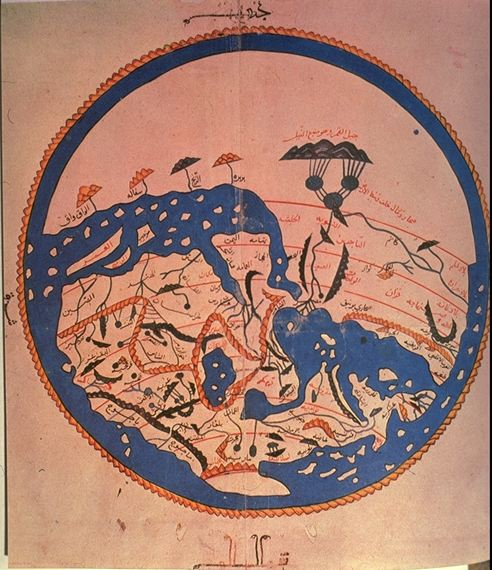
Harta lumii, întocmită de Muhammad al-Idrisi.

Abu Abd Allah Muhammad al-Idrisi al-Qurtubi al-Hasani al-Sabti sau simplu Al-Idrisi (n. 1111, Ceuta, Spania – d. 1166, Sicilia⁠(d), Sicilia, Regatul Italiei) a fost un geograf musulman, cartograf, egiptolog și călător care a trăit în Sicilia, la curtea regelui Roger al II-lea. 
Muhammed al-Idrisi s-a născut în Ceuta, aparținând dinastiei Almoravizilor marocani și a murit în Sicilia. Al-Idrisi a fost un descendent al Idrisizilor⁠(d), care, la rândul lor, au fost descendenții lui Hasan bin Ali, fiul lui Ali și nepotul Profetului Mahomed.

## Copilăria
Al-Idrisi s-a născut în familia Hammudizilor, într-o familie de berberi din Africa de Nord și Andaluzia, care a stăpânit pentru o perioadă scurtă peste Califatul Córdobei. 
Al-Idrisi s-a născut în orașul Ceuta, acolo unde străbunicul lui a fost forțat să se stabilească după scăderea influenței Hammudizilor în Cordoba și Malaga. El a petrecut o bună parte din copilărie călătorind prin Africa de Nord și Andaluzia, dobândind informații detaliate despre ambele regiuni. A vizitat Anatolia la vârsta de 16 ani. Este apreciat că și Roger al II-lea al Siciliei ar fi efectuat studiile primare în Cordoba.
Călătoriile sale l-au dus prin multe părți ale Europei, precum Portugalia, Pirinei, coasta franceză de la Oceanul Atlantic, Ungaria, Anglia.

## Tabula Rogeriana
Din cauza conflictelor și instabilității din Andaluzia, al-Idrisi s-a alăturat unora din contemporanii, precum Abu al-Salt, un cercetător în multiple domenii, în Sicilia, unde normanzii îi răsturnaseră pe arabi, aceștia fiind loiali fatimizilor.
Al-Idrisi a adunat și încorporat toate cunoștințele geografice, descriptive, din Africa, Oceanul Indian și Orientul Îndepărtat, obținute de comercianții musulmani și le-a transpus în hărți cu mijloacele vremii creând astfel cea mai precisă hartă a lumii în perioada pre- modernă. Hărțile realizate au servit drept bază ilustrativă pentru viitoarea sa lucrare Kitab nuzhat al-mushtaq (Opus Geographicum).
Tabula Rogeriana⁠(d) („Harta lui Roger”) a fost desenată de Al-Idrisi în 1154 pentru regele normand Roger al II-lea al Siciliei, unde Al-Idrisi a stat aproape optsprezece ani la curtea acestuia, lucrând la comentarii și ilustrațiile hărților. Harta, cu legende scrise în limba arabă, arăta continentul euroasiatic în întregime, partea de nord a continentului African, lipsind însă Cornul Africii și regiunea Asiei de Sud-Est.

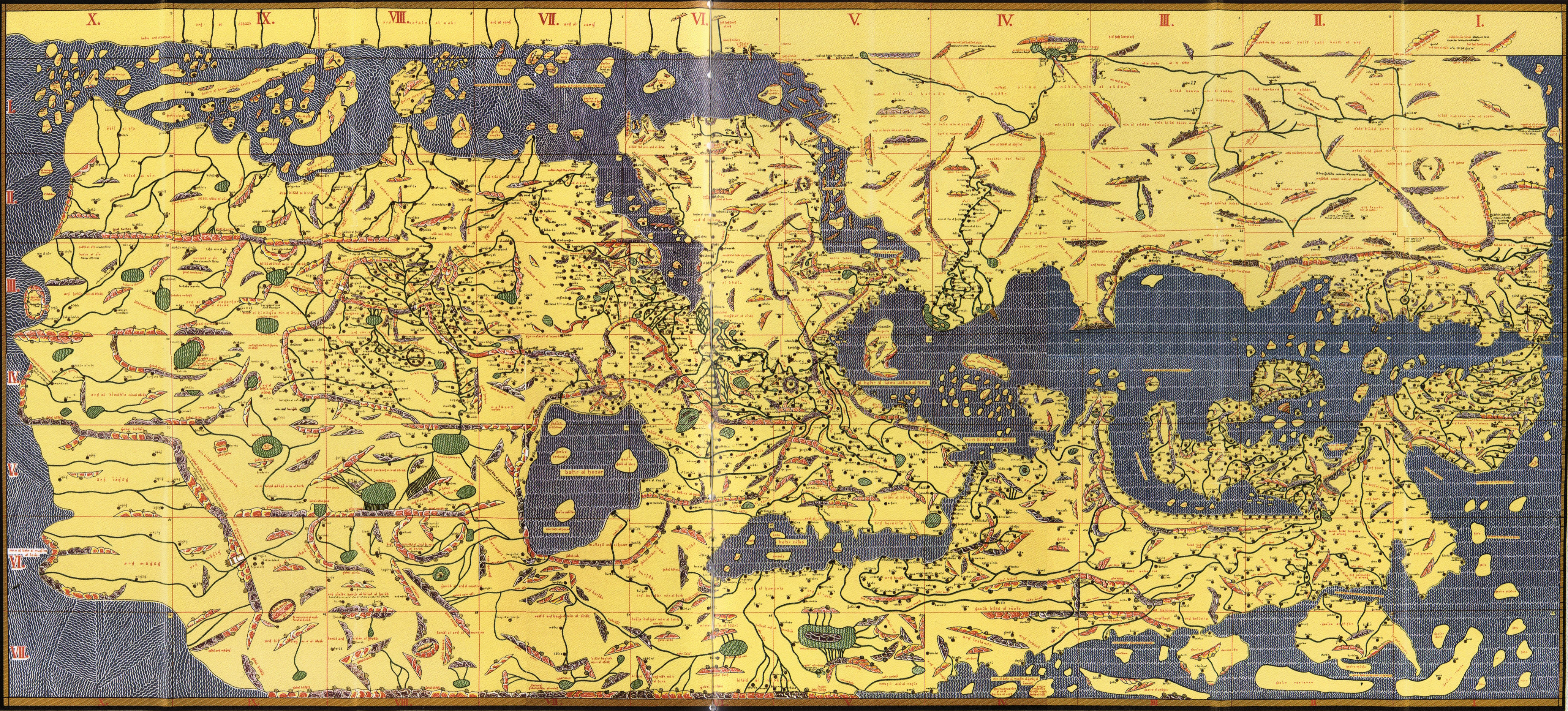
Tabula Rogeriana

Harta a fost inscripționată pe un disc de argint masiv, de doi metri în diametru. Elaborarea acestei hătți marchează o nouă eră în istoria științelor. Aceasta conține nu doar informații sale istorice interesante și valoroase, dar descrieri preluate de viitorii geografi încă trei secole în posteritate, fără a fi modificate. Al-Idrisi a inspirat și alți geografi musulmani cunoscuți, ca Ibn Battuta și Ibn Khaldun. Harta lui, de asemenea, a constituit o sursă importantă de inspirație pentru Cristofor Columb și Vasco da Gama.
Tabula Rogeriana este împărțită în șapte zone climatice, conform modelului ptolemeic, fiecare fiind divizată în zece secțiuni și conține Eurasia și nordul continentului african. Textul conține descrieri exhaustive ale condițiilor naturale, culturale, politice și socio-economice din toate cele 70 de secțiuni componente. Informațiile au fost verificate cu acribie, fiind excluse din mărturiile adunate ale călătorilor musulmani intervievați mărturiile contradictorii, păstrându-se deci detaliile confirmate din mai multe surse.
Al-Idrisi compara lumea cu o sferă cu circumferința de 37.000 de kilometri (deci cu o eroare față de datele reale cunoscute, de mai puțin de 10%), cele 70 de secțiuni longitudinale dezvoltând o hartă rectangulară a lumii cunoscute. Această hartă a fost completată de o alta circulară, cu sudul în partea de sus și unde Arabia, prin Mecca,orașul cel mai important, era reprezentat în centrul imaginii. Din păcate, atât cartea, cât și harta gravată în argint masiv au fost distruse în timpul frământărilor civile din 1160 din Sicilia. Mărturie realizărilor lui Al-Idrisi mai stă cea de-a doua carte, prescurtată, scrisă de același autor și dedicată fiului lui Roger al II-lea, William.
Există actualmente 10 manuscrise ale operei lui Al-Idrisi în diverse biblioteci din Franța, Egipt, Marea Britanie, cea mai completă versiune, cuprinzând toate hărțile și descrierile, găsindu-se la Istanbul.

## Descrierea insulelor din Marea Nordului
Al-Idrisi a mai descris în Tabula Rogeriana Irlandha-al-Kabirah (Marea Irlandă), acesta apreciind că din extremitatea estică a Islandei până în Marea Irlandă ar fi un timp de navigat de circa o zi. Aprecierea totuși e foarte posibil să fi intenționat să se refere de fapt la teritoriul Groenlandei și nu al Islandei.
O variantă de traducere abreviată în limba engleză a operei sale a fost realizată în 1592, la Roma, sub titlu De geographia universali. A urmat traducerea tot pe o variantă scurtată, în limba latină, din anul 1619, apărută la Paris, intitulată Geographia nubiensis. De abia în secolul al XIX-lea, francezul Pierre Amédée Jaubert a realizat traducerea integrală a operei, din arabă în franceză.
Numele lui Al-Idrisi a fost folosit și în denumirea sistemului actual integrat de informare geospațială geografică.